# Llano Escondido
Llano Escondido är en ort i Mexiko.   Den ligger i kommunen Santiago Ixtayutla och delstaten Oaxaca, i den sydöstra delen av landet, 400 km söder om huvudstaden Mexico City. Llano Escondido ligger 710 meter över havet och antalet invånare är 178.
Terrängen runt Llano Escondido är kuperad norrut, men söderut är den bergig. Runt Llano Escondido är det ganska glesbefolkat, med 23 invånare per kvadratkilometer. Närmaste större samhälle är Llano Verde, 1,3 km väster om Llano Escondido. I omgivningarna runt Llano Escondido växer i huvudsak städsegrön lövskog.